# Haupttermin
Der Haupttermin ist im Zivilprozess ein umfassend vorbereiteter Gerichtstermin zur mündlichen Verhandlung. Er wird anberaumt, um die Erledigung des Rechtsstreits herbeizuführen. Dies ist der gerichtliche Regelfall, § 272 ZPO. Vorbereitet wird der Haupttermin entweder durch das sog. schriftliche Vorverfahren, geregelt in § 276 ZPO, oder mittels des frühen ersten Termins, § 275 ZPO.
Der Haupttermin verläuft in der Weise, dass das Gericht die Sache aufruft, in den Sach- und Streitstand einführt und dabei die Parteien anhört (Einlassungen). Im Verlauf der streitigen Verhandlung stellen die Parteien ihre Anträge, § 137 ZPO. Sodann wird – falls notwendig – in die Beweisaufnahme eingetreten. Mit Abschluss der Beweisaufnahme wird die Streitsache erneut mit den Parteien erörtert. In jeder Phase des Prozesses soll das Gericht darauf hinwirken, der Streitsache der Parteien zu einer gütlichen Einigung zu verhelfen, § 278 ZPO. Ist die Sache entscheidungsreif, ergeht ein Urteil, das entweder als Stuhlurteil in der mündlichen Verhandlung selbst verkündet wird oder in einem besonderen Verkündungstermin. Andernfalls ergeht eine Entscheidung, die das Verfahren zur Entscheidungsreife hinführt, etwa die kurzfristige Bestimmung eines neuen Termins, ein Aufklärungsbeschluss, der den Parteien Hinweise zur Rechtslage gibt und ihnen die Möglichkeit weiteren Vortrags eröffnet, oder ein Beweisbeschluss, der die Erhebung weiteren Beweises, beispielsweise durch Zeugen oder Sachverständige, anordnet.